# Kilimandscharo (Region)
Kilimandscharo (auch Kilimanjaro) ist eine der 31 Verwaltungsregionen Tansanias. Die Hauptstadt und die größte Stadt ist Moshi. Kilimandscharo ist mit 13.250 Quadratkilometern die kleinste Region von Tansania und hat rund 1,9 Millionen Einwohner (Volkszählung 2022). Das ergibt eine hohe Bevölkerungsdichte von 141 Einwohnern je Quadratkilometer. Das Bergmassiv Kilimandscharo ist eines der bekanntesten geografische Merkmale Afrikas. Er ist mit 5895 Metern der höchste Punkt Afrikas, der nächste Gipfel ist mindestens 30 Kilometer entfernt.
Die Region zählt zu den wirtschaftlich erfolgreichsten des Landes. Die Landwirtschaft trägt 40 Prozent zum Bruttoinlandsprodukt bei, eine wichtige Rolle spielt dabei der Anbau von Kaffee. Das Zentrum des Tourismus ist der Kilimandscharo-Nationalpark, der 2005 zum UNESCO-Welterbe erklärt wurde.

## Geographie

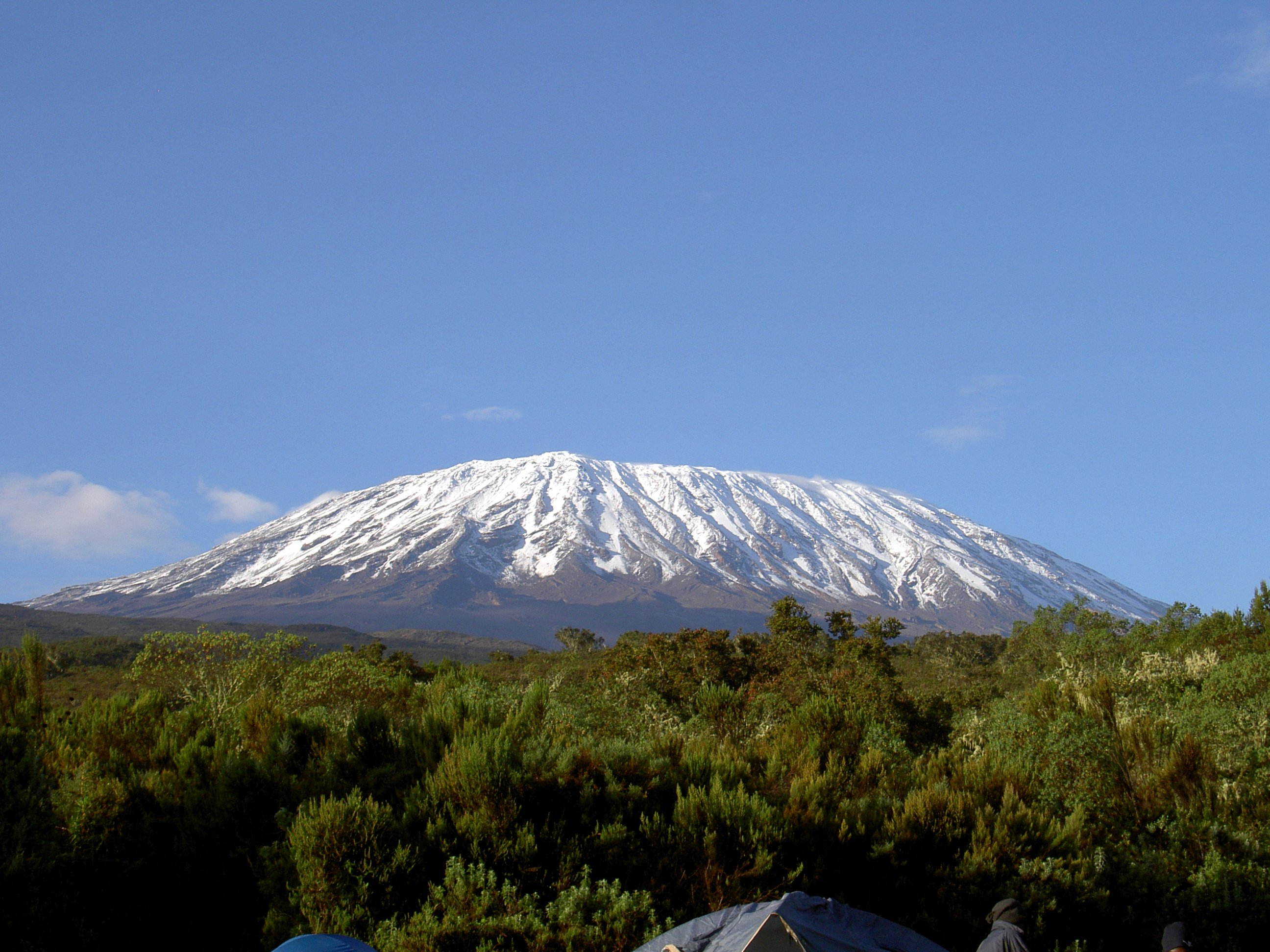
Kilimandscharo

Das Gebiet liegt knapp südlich des Äquators und wird landschaftlich in drei Zonen unterteilt:
- Die Gipfelzone des Kilimandscharo: Sie liegt zwischen 1800 und 5895 Meter Seehöhe und hat eine jährliche Niederschlagsmenge von über 2000 Millimeter. Den Bereich von 1800 bis 2400 Meter  umfasst der Kilimandscharo-Nationalpark. Schon 1920 wurde das Gebiet wegen seines ökologischen Wertes als Waldreservat geschützt.
- Das Hochland: Es liegt zwischen 900 und 1800 Meter Seehöhe, seine Durchschnittstemperatur ist zwischen 15 und 20 Grad Celsius und es fallen 1250 bis 2000 Millimeter Regen. Der Boden ist fruchtbar, es sind Überreste von Vulkangestein, die reich an Magnesium und Kalzium sind. Es umfasst neben dem Gebiet des Kilimandscharo auch das Pare-Gebirge.[5]
- Die Tiefebene: Sie liegt unter 900 Meter Seehöhe westlich des Pare-Gebirges bis zum Fluss Pangani. Es regnet 700 bis 900 Millimeter im Jahr bei Temperaturen von 30 Grad Celsius und darüber.[6][7]

Die Region hat zwei Regenzeiten und eine Trockenzeit. In den Monaten Oktober bis Dezember fallen häufig kurze Regenschauer, in der Zeit von März bis Mai/Juni gibt es lange Regenfälle. Die Trockenzeit ist meist von August bis Oktober.

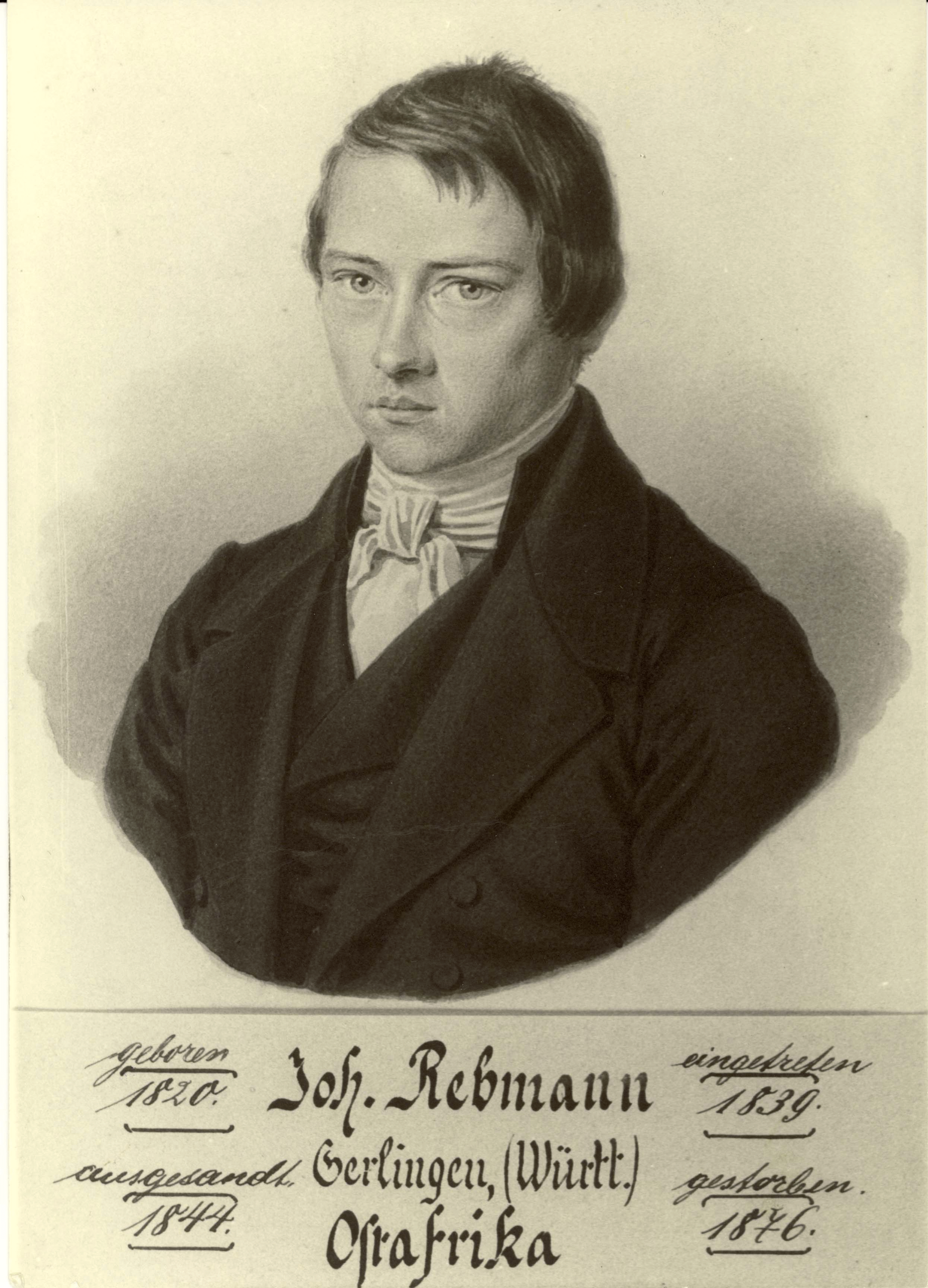
Johannes Rebmann

|                        | Jan  | Feb  | Mär  | Apr  | Mai  | Jun  | Jul  | Aug  | Sep  | Okt  | Nov  | Dez  |   |      |
| Mittl. Temperatur (°C) | 25,5 | 25,5 | 25,3 | 24,3 | 22,6 | 21,3 | 20,7 | 21,1 | 22,1 | 23,7 | 24,7 | 24,6 | ⌀ | 23,4 |
| Mittl. Tagesmax. (°C)  | 32,8 | 33,1 | 32,1 | 29,5 | 27   | 26   | 25,7 | 26,7 | 28,6 | 30,7 | 31,7 | 31,7 | ⌀ | 29,6 |
| Mittl. Tagesmin. (°C)  | 17,7 | 17,9 | 18,6 | 19,1 | 18,2 | 16,6 | 15,7 | 15,5 | 15,7 | 16,7 | 17,7 | 17,6 | ⌀ | 17,2 |
|                        |      |      |      |      |      |      |      |      |      |      |      |      |   |      |
| Niederschlag (mm)      | 46   | 45   | 102  | 282  | 146  | 30   | 19   | 14   | 14   | 34   | 74   | 50   | Σ | 856  |

| 17,7 |

| 17,9 |

| 18,6 |

| 19,1 |

| 18,2 |

| 16,6 |

| 15,7 |

| 15,5 |

| 15,7 |

| 16,7 |

| 17,7 |

| 17,6 |

| 17,7 |

| 17,9 |

| 18,6 |

| 19,1 |

| 18,2 |

| 16,6 |

| 15,7 |

| 15,5 |

| 15,7 |

| 16,7 |

| 17,7 |

| 17,6 |

### Nachbarregionen
Die Region grenzt im Nordosten an die Republik Kenia, im Südosten an die Region Tanga, im Süden und Südwesten an die Region Manyara und im Westen an die Region Arusha.
| Arusha  |                                             | Republik Kenia |
|         | Kompassrose, die auf Nachbargemeinden zeigt |                |
| Manyara |                                             | Tanga          |

## Geschichte
In Europa bekannt wurde das Gebiet in der Mitte des 19. Jahrhunderts, als die deutschen Missionare Johannes Rebmann und Johann Ludwig Krapf von schneebedeckten Bergen in Äquatornähe berichteten.
Vor der Unabhängigkeit war das Gebiet ein Teil der Nordprovinz, die sich aus den Distrikten Arusha und Mbulu zusammensetzte. Im Jahr 1963 wurde mit der Regierungserklärung 450 die Region mit den derzeitigen Grenzen geschaffen.

## Verwaltungsgliederung
Die Region ist in sieben Distrikte unterteilt:
| Distrikt   | Einwohner 1988 | Einwohner 2002 | Einwohner 2012 | Einwohner 2022 | Fläche km2 |
| ---------- | -------------- | -------------- | -------------- | -------------- | ---------- |
| Hai        | 197.518        | 169.721        | 210.533        | 240.999        | 902        |
| Moshi (DC) | 342.891        | 401.369        | 466.737        | 535.803        | 1.300      |
| Moshi (MC) | 86.631         | 143.799        | 184.292        | 221.733        | 58         |
| Mwanga     | 97.003         | 115.145        | 131.442        | 148.763        | 1.831      |
| Rombo      | 200.912        | 245.716        | 260.963        | 275.314        | 1.471      |
| Same       | 169.718        | 211.738        | 269.807        | 300.303        | 6.221      |
| Siha       | n/a 1)         | 89.214         | 116.313        | 139.019        | 1.217      |

1) Siha wurde aus dem Distrikt Hai abgespalten.

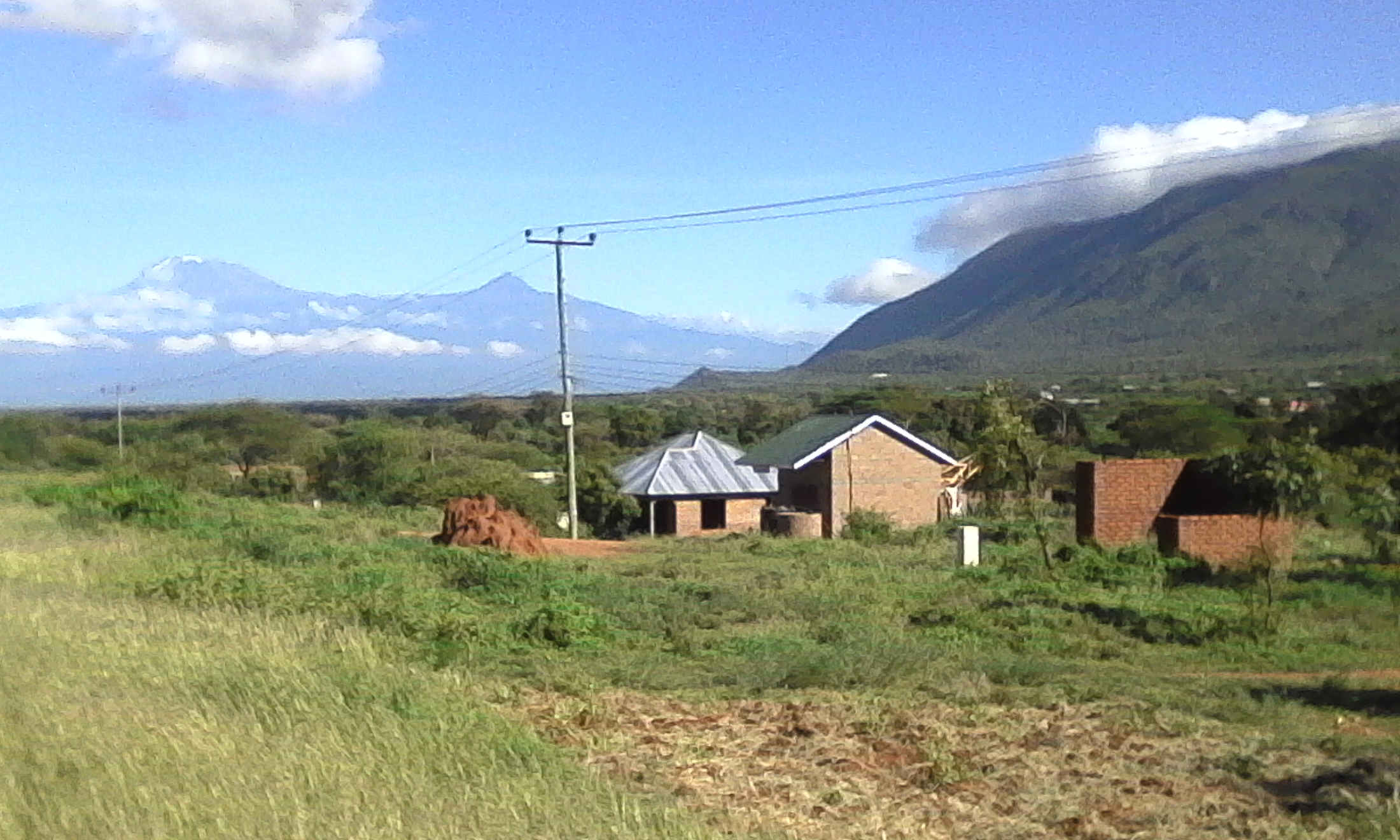
Links: Kilimandscharo, rechts: Pare-Gebirge

## Bevölkerung
Auffallend an der Altersverteilung ist, dass die Anzahl der Kinder seit zehn Jahren zurückgeht. Das Geschlechterverhältnis beträgt 94 Männer auf 100 Frauen, wobei dieses Verhältnis bei den unter Zehnjährigen ausgeglichen ist (Stand 2012). Das folgende Bild zeigt die Bevölkerungspyramide der Region Kilimandscharo (breite Balken) und im Vergleich dazu des Distriktes Kilimandscharo Stadt (dünne Balken):
Die größten ethnischen Gruppen in der Region sind die Chaggah und die Pare. Während die Chaggah vorwiegend auf den Hängen der Distrikte Rombo, Hai und Moshi leben, siedeln die Pare im Pare-Gebirge in den Distrikten Mwanga und Same. Die Wakwavi und Wakahe sind zwei kleinere ethnische Gruppen, die vorwiegend in der Tiefebene der Distrikte Moshi, Mwanga und Same sind.

## Einrichtungen und Dienstleistungen
| - Bildung: Im Jahr 1998 gab es in der Region Kilimandscharo 707 Grundschulen und 112 weiterführende Schulen. Der Prozentsatz der über 15-Jährigen, die lesen und schreiben konnten, betrug 92 Prozent. Der Prozentsatz war nur bei Männern über 80 und bei Frauen über 65 Jahren unter 75 Prozent. - Gesundheit: Gab es im Jahr 1961 nur 18 Apotheken, so stieg deren Anzahl bis 1997 auf 361. In diesem Jahr standen 18 Gesundheitszentren und 16 Krankenhäuser zur Verfügung. | Hier fehlt eine Grafik, die leider im Moment aus technischen Gründen nicht angezeigt werden kann. Wir arbeiten daran! |

## Wirtschaft und Infrastruktur
| Von den über Zehn-Jährigen waren 60 Prozent beschäftigt, zehn Prozent im Haushalt (Kochen, Hygiene, Pflege) tätig, 23 Prozent in Ausbildung, drei Prozent arbeitslos und vier Prozent nicht arbeitsfähig. Von den Beschäftigten arbeiteten sechzig Prozent in der Landwirtschaft (Stand 2012). Im Jahr 2012 gab es in der Region 432.159 Ackerbauern und 12.283 Nutztierhalter. Der Ackerbau erfolgt vor allem in den Bergen, hauptsächlich angebaut werden hier Bananen, Zuckerrohr, Kaffee, Kartoffeln und Süßkartoffeln. In kleinerem Umfang werden in der Tiefebene entlang des Flusses Pangani Mais, Zwiebeln, Tomaten, Reis, Wassermelonen und Gurken angebaut. 55 Prozent aller Haushalte halten zumindest ein Haustier. Die Viehzucht findet überwiegend in der Tiefebene statt, es werden vor allem Rinder gehalten, daneben auch Ziegen, Schafe und Schweine. | Hier fehlt eine Grafik, die leider im Moment aus technischen Gründen nicht angezeigt werden kann. Wir arbeiten daran! Quelle: United Nations |

### Infrastruktur
- Straße: Von Südosten nach Nordwesten durchquert die asphaltierte Nationalstraße T2 die Region. Sie verbindet Daressalam mit Nairobi. Östlich von Moshi zweigt die ebenfalls befestigte Nationalstraße T15 ab, die nach Osten nach Kenia führt. Von der T15 zweigt bei Himo die Nationalstraße T21 ab, die östlich des Kilimandscharo-Massivs vorbei nach Nairobi führt.[24]
- Eisenbahn: Im Jahr 2019 wurde die Usambarabahn wieder eröffnet. Sie verbindet die Hafenstadt Tanga mit Arusha.[25]Kilimanjaro Airport

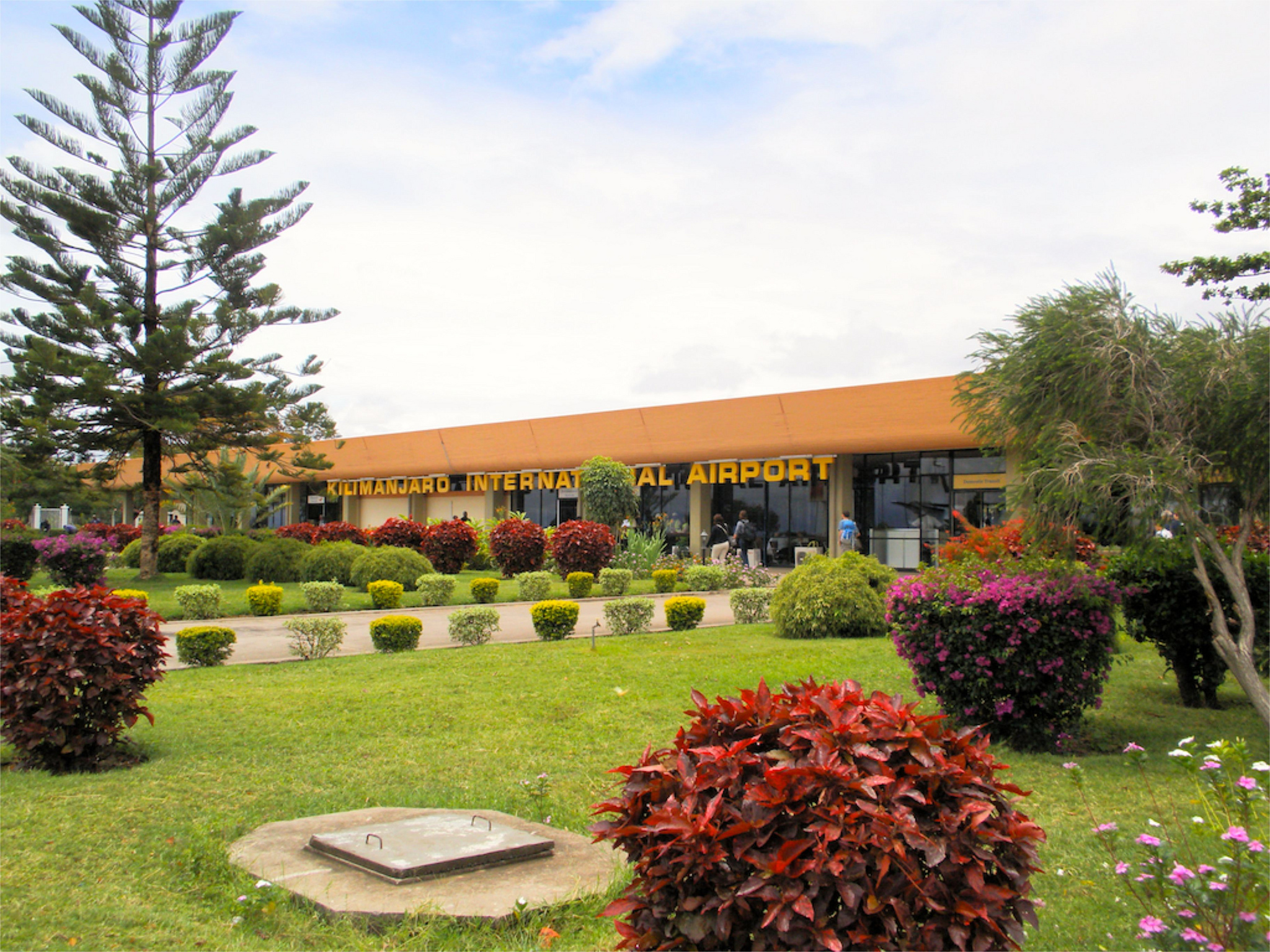
Kilimanjaro Airport

- Flughafen: Der internationale Flughafen Kilimanjaro wird von afrikanischen, asiatischen und europäischen Fluglinien angeflogen.[26]

### Tourismus
Die Hauptattraktion ist der Kilimandscharo und der umliegende Kilimandscharo National-Park. Im Jahr 2013 wurden hier 48 Millionen Euro eingenommen. Die meisten Besucher kamen aus Großbritannien, den vereinigten Staaten von Amerika und aus Deutschland.

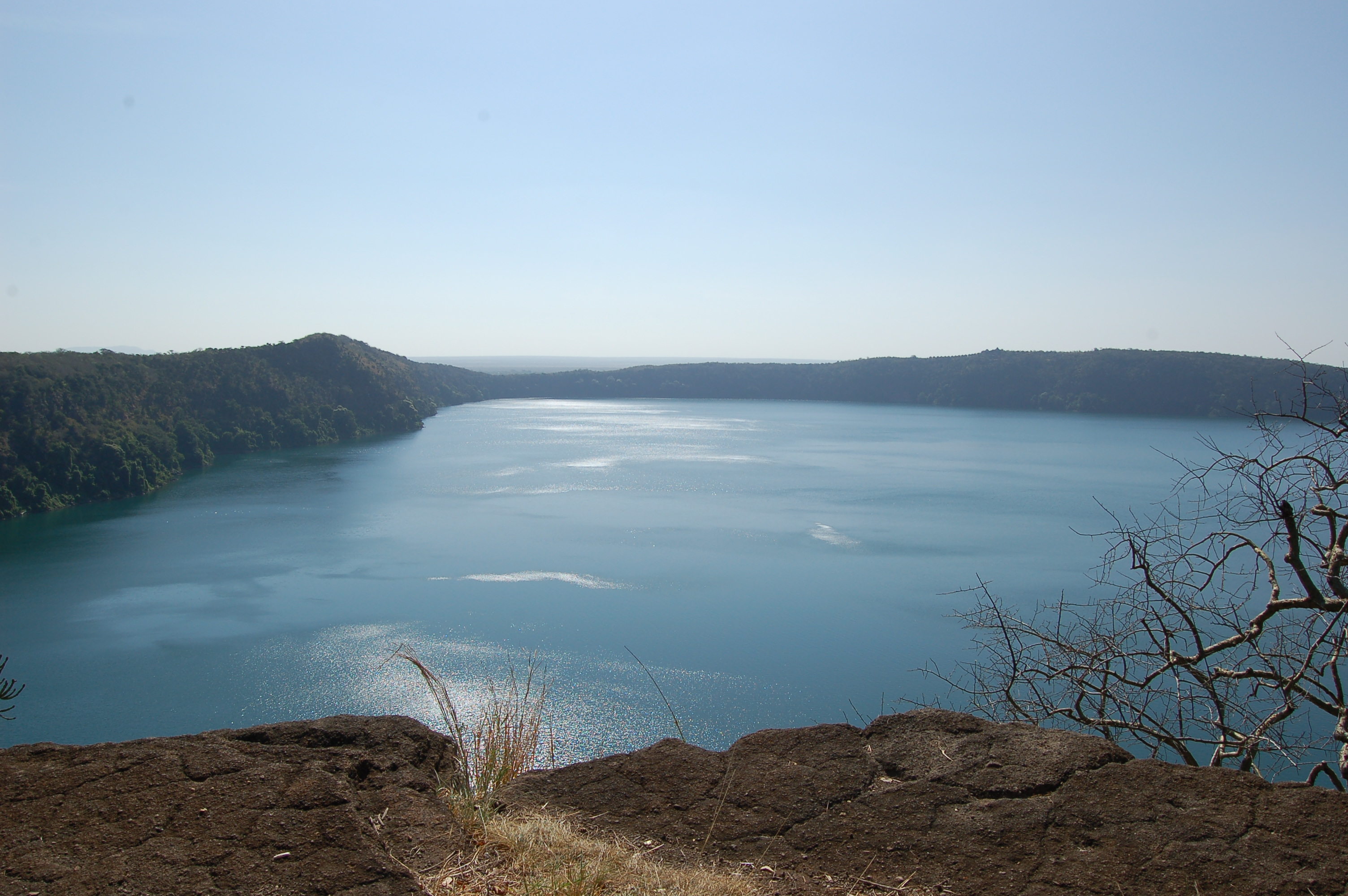
Chala-See

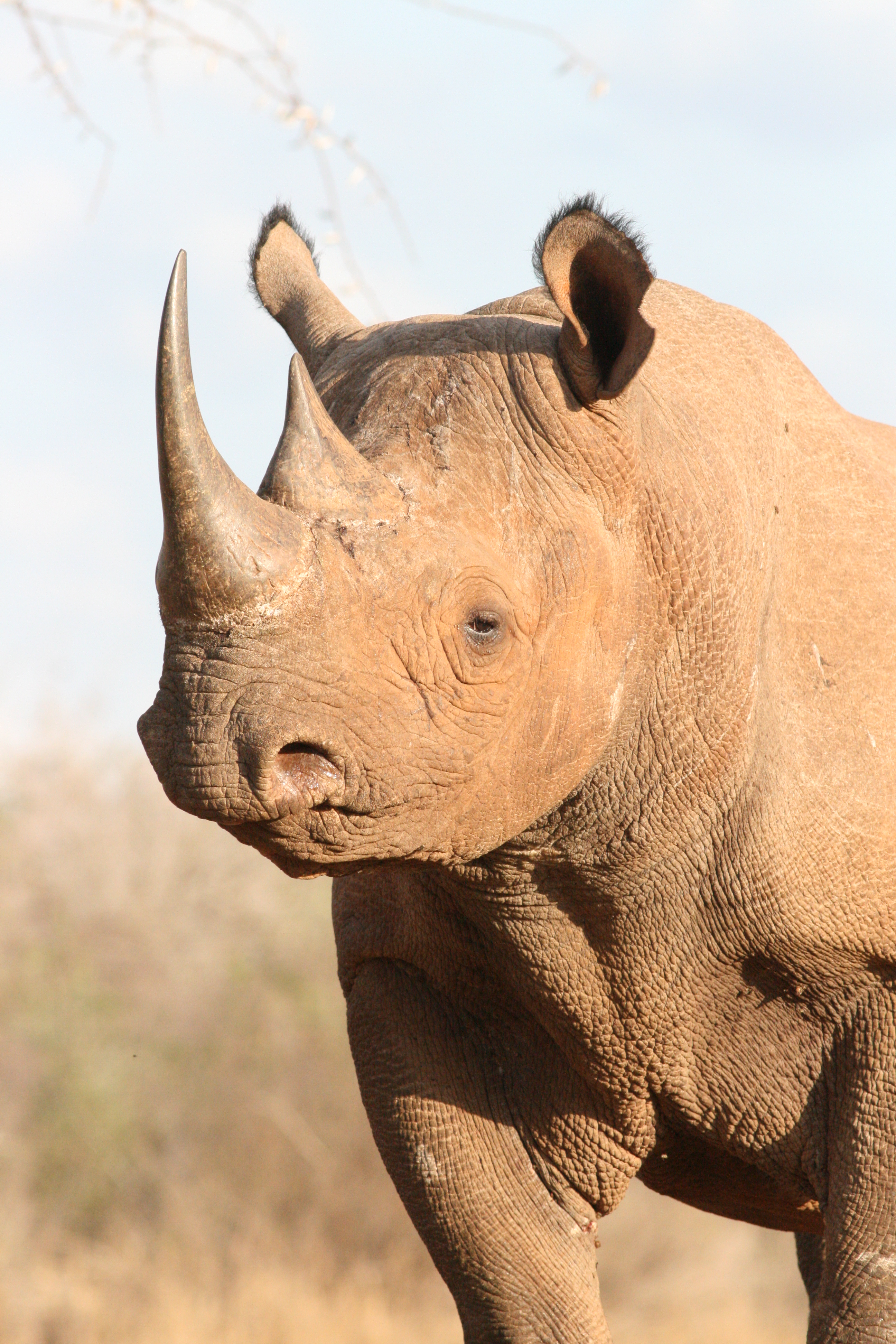
Spitzmaulnashorn im Mkomazi-National-Park

## Naturschutzgebiete, Sehenswürdigkeiten
- Chala-See: Der Chala-See liegt an der Südost-Flanke des Kilimandscharo an der Grenze zu Kenia. Es ist ein Kratersee von etwa drei Kilometer Durchmesser mit einer Tiefe von neunzig Metern.[28] Rund um den See gibt es eine unberührte Naturlandschaft. Je nach Jahreszeit kann man Hunderte von Schmetterlings- und Vogelarten beobachten, unter anderen den Schreiseeadler und den Augurbussard. An Säugetieren sind vor allem verschiedene Affenarten, Dikdik, Kudu und Elefanten heimisch.[29]
- Kilimandscharo National-Park: Die Besteigung des Berges Kilimandscharo ist der Höhepunkt für viele Besucher Tansanias. An klaren Tagen hat man von seinem Gipfel einen Blick auf den Amboseli-Nationalpark in Kenia, den Grabenbruch und die umliegende Steppenlandschaft.[30] Der Nationalpark wurde bereits 1973 eingerichtet und 1987 zum UNESCO-Weltkulturerbe erklärt.[11]
- Mkomazi National-Park: Dieser Park liegt in den beiden Regionen Tanga und Kilimandscharo und setzt sich als Tsavo-West-Nationalpark in Kenia fort. Er liegt am östlichen Abhang der Usambara und Pare Gebirgsketten und ist die Heimat großer Herden von Giraffen, Antilopen, Gnus, Zebras, Büffeln und Elefanten. In den 1990er Jahren wurden das Spitzmaulnashorn und der afrikanischen Wildhund erfolgreich ausgewildert.[31]